# Campaea rubrociliata
Campaea rubrociliata là một loài bướm đêm trong họ Geometridae.